# Agència Catalana de Seguretat Alimentària
L'Agència Catalana de Seguretat Alimentària (ACSA) és una àrea especialitzada de l'Agència de Salut Pública de Catalunya que té com a finalitat aconseguir el màxim grau de seguretat alimentària a Catalunya mitjançant la planificació i la coordinació de les actuacions de control, amb la col·laboració i la cooperació de les diferents administracions públiques i dels sectors que incideixen, directament o indirecta, en la seguretat alimentària. La seva seu és al barri del Poblenou de Barcelona.
L'Agència col·labora amb els departaments de Salut, d'Agricultura, Alimentació i Acció Rural, de Medi Ambient i Habitatge, l'Agència Catalana del Consum, administracions locals i associacions de persones que representen els interessos de la població, que tenen competències en els diferents aspectes relacionats amb la seguretat alimentària, cosa que li confereix un caràcter de transversalitat.
La creació de l'ACSA s'emmarca dins l'evolució global del sistema de seguretat alimentària a la Unió Europea, que abasta tota la cadena alimentària, des de la producció agrària fins al producte a disposició dels consumidors.
Per avaluar els perills associats als aliments, l'ACSA compta amb el suport de grups d'experts en els diferents àmbits, que elaboren estudis científics i projectes de recerca, per tal de solucionar els problemes que es poden originar en seguretat alimentària. A més, l'ACSA, juntament amb el suport de les empreses alimentàries, elabora documents de referència, que permeten unificar els criteris alimentaris, i promociona la implementació dels sistemes d'autocontrol i de traçabilitat. L'ACSA també fa d'intermediari amb altres autoritats de seguretat alimentària, com l'Agència Espanyola de Seguretat Alimentària i Nutrició (AESAN) i l'Autoritat Europea de Seguretat Alimentària (EFSA).

## Objectius
Els objectius específics de l'ACSA són els següents:
1. Actuar com a centre de referència a Catalunya en l'avaluació, comunicació i l'assessorament dels beneficis i riscos per a la salut relacionats amb els aliments. Si ho requereix, pot actuar en col·laboració amb altres organismes de seguretat alimentària estatals i europeus com serien l'Agència Espanyola de Seguretat Alimentària i Nutrició (AESAN) i l'Autoritat Europea de Seguretat Alimentària (EFSA), respectivament.[4]
2. Donar suport tècnic i científic a la coordinació de les actuacions de les administracions públiques catalanes competents en matèria de salut, agricultura, alimentació, ramaderia, pesca i consum, d'acord amb la legislació vigent i aplicable.
3. Col·laborar amb les administracions públiques, les universitats i centres de recerca i els sectors industrials; és a dir, amb els diversos sectors que afecten a la seguretat alimentària tant directament com indirectament, i també amb organitzacions de consumidors i usuaris.
4. La planificació i el seguiment de la situació de la seguretat alimentària a Catalunya, per tal d'aconseguir el màxim grau de seguretat dels aliments.

## Activitats i funcions
Les funcions de l'Agència Catalana de Seguretat Alimentària són les següents:
- Donar suport als organismes d'inspecció i control especialitzats en les diverses fases de la cadena alimentària, dependents de diferents departaments de l'Administració de la Generalitat de Catalunya.
- Elaborar i promoure estudis científics d'avaluació de l'exposició de la població als riscos i beneficis per a la salut ocasionats pels aliments, tenint en compte la totalitat de la cadena alimentària.
- Elaborar la proposta de Pla de seguretat alimentària i portar-lo al Consell d'Administració de Salut Pública de Catalunya, perquè posteriorment pugui ser aprovat pel Govern.
- Elaborar i aprovar la memòria anual sobre la situació de la seguretat alimentària a Catalunya.
- Donar suport als diferents òrgans de l'Administració de la Generalitat en l'acompliment de les tasques designades pel Pla de seguretat alimentària.
- Avaluar l'assoliment dels objectius assignats pel Pla de seguretat alimentària.
- Fer un seguiment respecte la comunicació dels beneficis i riscos en matèria de seguretat alimentària.
- Elaborar noves propostes per millorar, actualitzar, harmonitzar i fer coherent la normativa en matèria de seguretat alimentària que s'aplica en cadascuna de les fases de la cadena alimentària.
- Assessorar les administracions locals perquè compleixin les normatives de seguretat alimentària.
- Avaluar els riscos i beneficis de nous aliments, ingredients i processats alimentaris.
- Informar i divulgar contínuament amb la finalitat d'informar la població sobre les qüestions més rellevants respecte la seguretat i salut alimentàries, i també qualitat alimentària.
- Promoure la formació de professionals relacionats amb la seguretat i qualitat alimentàries, en col·laboració amb els departaments competents en salut, agricultura, alimentació, ramaderia, pesca, consum i medi ambient.

## Pla de seguretat alimentària de Catalunya
El pla de seguretat alimentària de Catalunya, on el paper de l'ACSA és fer un seguiment i una elaboració, és un instrument indicatiu i el marc de referència de l'Administració de la Generalitat i dels ens locals de Catalunya per a totes les accions públiques en aquesta matèria. El Pla té una vigència de cinc anys i comprèn les línies directives de les actuacions que s'implementaran per assolir els seus objectius.
Aquest pla de seguretat ha d'incloure:
- Els objectius i els nivells que es volen assolir pel que fa al control sanitari d'aliments i als àmbits relacionats directament o indirectament amb la seguretat alimentària: la sanitat, la nutrició i el benestar dels animals; la sanitat vegetal; els productes zoosanitaris i fitosanitaris, i la contaminació ambiental.
- El conjunt dels serveis, els programes i les actuacions que s'han de desenvolupar.
- Els mecanismes d'avaluació de l'aplicació i el seguiment del Pla.

El disseny del pla sempre haurà de tenir en compte les particularitats de partida, és a dir, analitzar quina és o són les majors problemàtiques del moment, i tractar-les, però no només s'ha de limitar en els problemes, també s'haurà d'intentar millorar elements com l'eficiència en la seguretat alimentària, la coordinació, la cooperació o el procés d'anàlisi de risc, entre d'altres.
El pla haurà de ser aprovat pel Govern de la Generalitat. De moment però només existeixen tres plans de seguretat alimentària: El Pla de Seguretat Alimentària de Catalunya 2007-2010, el Pla de Seguretat Alimentària de Catalunya 2012-2016 i el Pla de Seguretat Alimentària de Catalunya 2017-2021.

## Control de bones pràctiques
A partir dels possibles perills per a la salut, s'estableixen sistemes de control, que tenen com a finalitat la prevenció, ja que no s'analitza el producte final, sinó les diferents etapes de producció i comercialització. Aquesta prevenció permet que cap aliment potencialment perillós arribi al consumidor.
Inicialment, abans d'establir l'APPCC, s'han d'aplicar els Programes de Prerequisits (PPR), que comprenen les bones pràctiques d'higiene (BPH) i bones pràctiques de fabricació (BPF), entre d'altres. Aquests prerequisits permeten controlar els perills generals gràcies al control condicions higièniques i de treball. Un cop controlats els perills provinents de l'entorn de treball, el sistema APPCC es pot centrar en controlar els perills específics del producte alimentari o d'etapes crítiques.
L'APPCC s'ha d'adaptar a totes les empreses alimentàries, és a dir, les seves clàusules s'han de poder aplicar a establiments amb diferents característiques, fins i tot a petites empreses.
Traçabilitat
La traçabilitat és un prerequisit imprescindible, ja que qualsevol element i procés pot tenir un efecte sobre la seguretat dels aliments en qualsevol punt de la cadena alimentària. Per tant, tots aquells aliments potencialment perillosos o que no tenen unes característiques específiques seran eliminats del mercat gràcies al control que proporciona la traçabilitat. A més, permet que els consumidors puguin obtenir tota la informació sobre la procedència i propietats del producte alimentari, fent augmentar la seva confiança.
El gener de 2005, es va establir obligatòriament la necessitat de traçar tots els productes de tot els sectors alimentaris, a través del Reglament (CE) núm. 178/2002 del Parlament Europeu.
Guies de Pràctiques Correctes d'Higiene
L'ACSA també intervé en l'elaboració de les Guies de Pràctiques Correctes d'Higiene. Aquestes guies permeten que cada un dels sectors alimentaris estableixi i segueixi les normes de seguretat alimentària adients. El fet que les GPCH siguin elaborades voluntàriament pels mateixos sectors alimentaris i validades per l'Administració comporta una implicació i col·laboració d'ambdues parts, amb l'objectiu final d'obtenir aliments innocus.

## Divulgació
L'ACSA estableix campanyes de divulgació per tal d'informar a la població catalana del punts mes importants de seguretat alimentària. Amb l'ajut de les administracions estatals i autonòmiques, la informació que arriba als ciutadans ha de ser comprensible i adequada, amb l'objectiu d'augmentar la confiança dels consumidors.
L'educació sanitària és impulsada des del departament de Salut Català gràcies al desenvolupament de campanyes d'informació que van adreçades a la ciutadania en general o sectors específics de la població. Les campanyes es van iniciar al 1982 i han prosseguit fins a l'actualitat. Aquestes es troben recopilades al apartat “actualitat” del web oficial.